# Onthophagus masaoi
Onthophagus masaoi es una especie de insecto del género Onthophagus, familia Scarabaeidae, orden Coleoptera.

## Historia
Fue descrita científicamente por Ochi en 1992.